# 埃文 (阿拉巴马州)
埃文（英文：Avon），是美国阿拉巴马州下属的一座城市。面积约为2.65平方英里（约合6.86平方公里）。根据2010年美国人口普查，该市有人口543人，人口密度为205.14/平方英里（约合79.15/平方公里）。